# Lubang Sampang
Lubang Sampang is een bestuurslaag in het regentschap Purworejo van de provincie Midden-Java, Indonesië. Lubang Sampang telt 548 inwoners (volkstelling 2010).